# 切皮任齊
49°32′55″N 29°35′41″E / 49.54861°N 29.59472°E
切皮任齊（烏克蘭語：Чепіжинці）是位於烏克蘭北部的村莊，由基辅州白采爾克瓦區的沃洛達爾卡市鎮負責管轄。該村面積1.99平方公里，海拔高度191米，2001年人口233，人口密度每平方公里117.1人。